# 古沢村 (千葉県)
古沢村（ふるさわむら）は千葉県夷隅郡にかつて存在した村である。

## 地理
- 旧大原町、現在のいすみ市の北部に位置する。
- 村域の山がちな地形が多い。
- 村は夷隅川の北岸に位置する。

## 歴史
村名はかつて存在した古沢郷に由来する。

### 村域の変遷
- 1889年（明治22年）4月1日 - 町村制施行に伴い、桑田村・岩熊村・市野々村・谷上村・榎沢村が合併し夷隅郡古沢村が発足。
- 1954年（昭和29年）12月1日 - 長生郡太東村と合併し夷隅郡太東町が発足。同日古沢村廃止。

変遷表
| 1868年 以前 | 1868年 以前 | 明治10年 | 明治22年 4月1日 | 昭和29年 12月1日 | 昭和36年 8月1日 | 平成17年 12月5日 | 現在     |
| ----------- | ----------- | -------- | --------------- | ---------------- | --------------- | ---------------- | -------- |
|             | 桑田村      | 桑田村   | 古沢村          | 太東町           | 岬町            | いすみ市         | いすみ市 |
|             | 岩熊村      | 岩熊村   | 古沢村          | 太東町           | 岬町            | いすみ市         | いすみ市 |
|             | 勝間村      | 岩熊村   | 古沢村          | 太東町           | 岬町            | いすみ市         | いすみ市 |
|             | 市野々村    |          | 古沢村          | 太東町           | 岬町            | いすみ市         | いすみ市 |
|             | 谷上村      |          | 古沢村          | 太東町           | 岬町            | いすみ市         | いすみ市 |
|             | 榎沢村      |          | 古沢村          | 太東町           | 岬町            | いすみ市         | いすみ市 |

## 人口・世帯

### 人口
総数 [単位： 人]
| 1891年（明治24年） | 3,849 |
| 1903年（明治36年） | 3,325 |
| 1920年（大正 9年） | 3,325 |
| 1930年（昭和 5年） | 3,264 |
| 1950年（昭和25年） | 4,114 |

### 世帯
総数 [単位： 世帯]
| 1920年（大正 9年） | 672 |
| 1930年（昭和 5年） | 652 |
| 1950年（昭和25年） | 754 |